# 齿裂大戟
齿裂大戟（学名：Euphorbia dentata）是大戟科大戟属的植物。分布在北美以及中国大陆的北京等地，多生长在杂草丛、路旁和沟边，目前已由人工引种栽培。

## 别名
紫斑大戟（植物研究）